# ISO 3166-2:MS
Die zur Kennzeichnung geografischer Einheiten dienende Liste der ISO 3166-2-Codes für  Montserrat enthält ausschließlich den Code für  Montserrat. Es existieren keine weiteren Unterteilungen.

Dieser Code besteht nur aus einem Teil. Dieser gibt den Code gemäß ISO 3166-1 (für  Montserrat MS) wieder.
Die aktuellen Codes stehen auf der Seite der ISO unter #iso:code:3166:MS zur Verfügung.

Die Unterteilung Montserrats in drei Parishes ist für diese Norm nicht von Belang.